# جويل فروست
جويل فروست (بالإنجليزية: Joel Frost)‏ هو قاضي ومحامي وسياسي أمريكي، ولد في 28 فبراير 1765 في كارمل في الولايات المتحدة، وتوفي بنفس المكان في 11 سبتمبر 1827. انتخب عضو جمعية ولاية نيويورك وانتخب عضو مجلس النواب الأمريكي.